# Joosia pulcherrima
Joosia pulcherrima là một loài thực vật có hoa trong họ Thiến thảo. Loài này được Steere mô tả khoa học đầu tiên năm 1943.